# کوه استوگو
کوه استوگو (به لاتین: Mount Stogu) یک منطقه حفاظت‌شده در رومانی است که در Vâlcea County, Romania واقع شده‌است.